# ミツバコンロンソウ
ミツバコンロンソウ（三葉崑崙草、学名: Cardamine anemonoides）は、アブラナ科タネツケバナ属の多年草。

## 特徴
根茎は短く横に這う。植物体の高さは5-25cmになり、茎は分枝せず1本立ちし、直立する。植物体全体がほとんど無毛である。根出葉は無い。茎につく葉は葉柄があり、少数が互生する。下部につく葉は小さく退化し、上部の葉はふつう3出羽状複葉で、長さ1-6cm、小葉は卵状披針形または披針形、先端は鋭くとがり、基部は鋭形またはくさび形になる。葉の縁に不ぞろいの粗い鋸歯があり、ときに深く分裂するが、まれに茎上部の小葉は分裂せず単葉になることがある。葉の両面にわずかに毛が生える。
花期は4-5月。茎先に短い総状花序をつけ、白色の十字形の4弁花を1-7個つける。花は大きく、花弁は長倒卵形から倒卵形で、基部が幅広く、長さ6-10mmになる。萼片は4個あり、長楕円状披針形で、長さ3-5mmになる。雄蕊は6個あり、うち4個が長く、雌蕊は1個ある。果実は長角果で長さ3-4.5cm、径1-1.2mmの線形になり、毛は無い。長角果の先端の残存花柱は細くとがる。果柄は長さ20mmになり、直立するかやや斜上してつく。種子は長楕円形で長さ1-1.5mm、褐色で翼は無い。

## 分布と生育環境
日本固有種。本州の関東地方以西、四国、九州に分布し、山地の林下、林中に生育する。

## 名前の由来
和名ミツバコンロンソウは、「三葉崑崙草」の意で、3個の小葉がつくのでいう。
種小名（種形容語）anemonoides は、「Anemone 属（イチリンソウ属）に似た」の意味。

## 分類
檜山庫三 (1963) は、本種の品種として、「ヒトツバコンロンソウ」と「オオミツバコンロンソウ」を記載した。「ヒトツバコンロンソウ」は、高知県横倉山産の牧野富太郎採集のもので、Otto Eugen Schulz (1903) が既に本種の変種、C. anemonoides var. suavis としていたものを品種に階級移動させ、C. anemonoides O.E.Schulz f. suavis (O.E.Schulz) Hiyama (1963) とした。これについて、米倉浩司 (2017) は、「上部の葉が単葉になるのをヒトツバコンロンソウ f. suavis (O.E.Schulz) Hiyama として分ける意見もあるが、個体変異に過ぎない」としている。「オオミツバコンロンソウ」は群馬県妙義山産のもので、茎の高さが30cmになり、小葉の長さ10cm、幅3.5cmに達するもので、C. anemonoides O.E.Schulz f. major Hiyama (1963) としたが、YList では、本種のシノニムとされている。

## 種の保全状況評価
国（環境省）のレッドデータブック、レッドリストでの選定はない。都道府県のレッドデータ、レッドリストの選定状況は次の通りとなっている。長野県-絶滅危惧IA類(CR)、岐阜県-絶滅危惧IA類、三重県-絶滅危惧IB類 (EN)、大阪府-絶滅危惧I類、奈良県-絶滅寸前種、和歌山県-絶滅危惧IB類 (EN)、広島県-情報不足(DD)、山口県-絶滅危惧IA類(CR)、徳島県-絶滅危惧IA類(CR)、高知県-絶滅危惧II類(VU)、宮崎県-準絶滅危惧(NT-r,g)、鹿児島県-絶滅危惧I類。

## ギャラリー

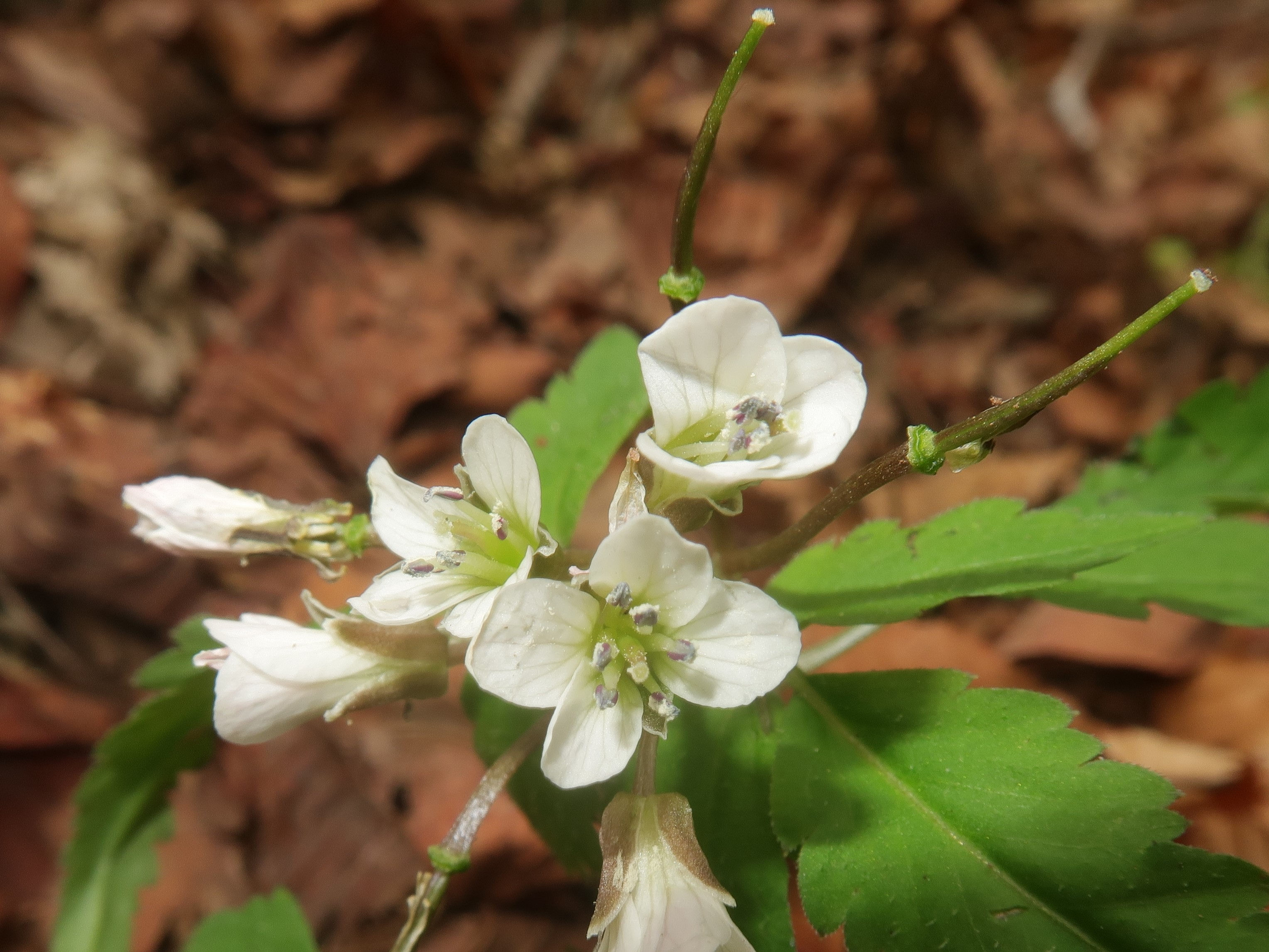
花は大きく、花弁は長倒卵形から倒卵形で、基部が幅広い。雄蕊は6個あり、うち4個が長く、雌蕊は1個ある。
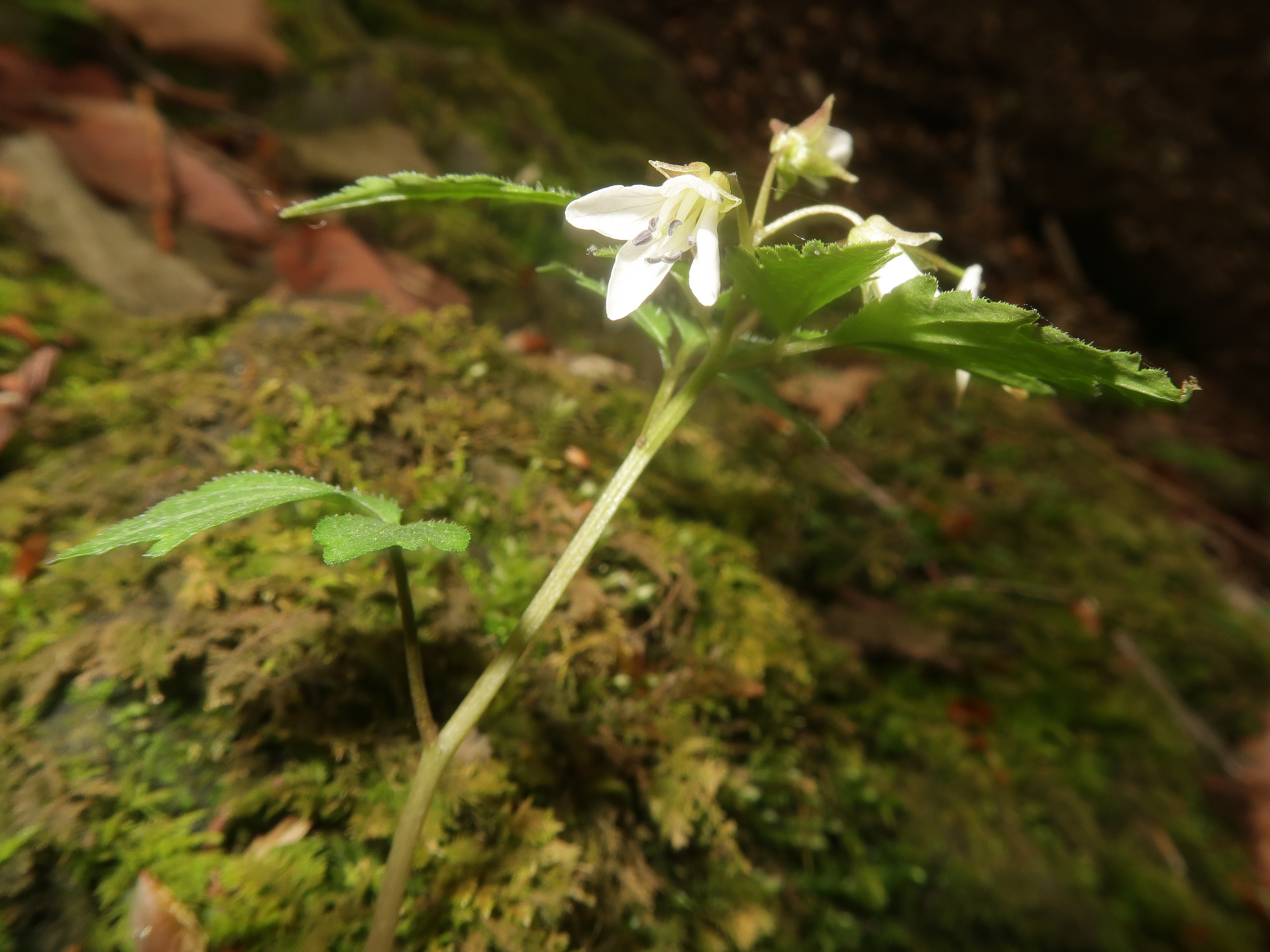
茎につく葉は葉柄があり、少数が互生する。下部につく葉は小さく退化する。
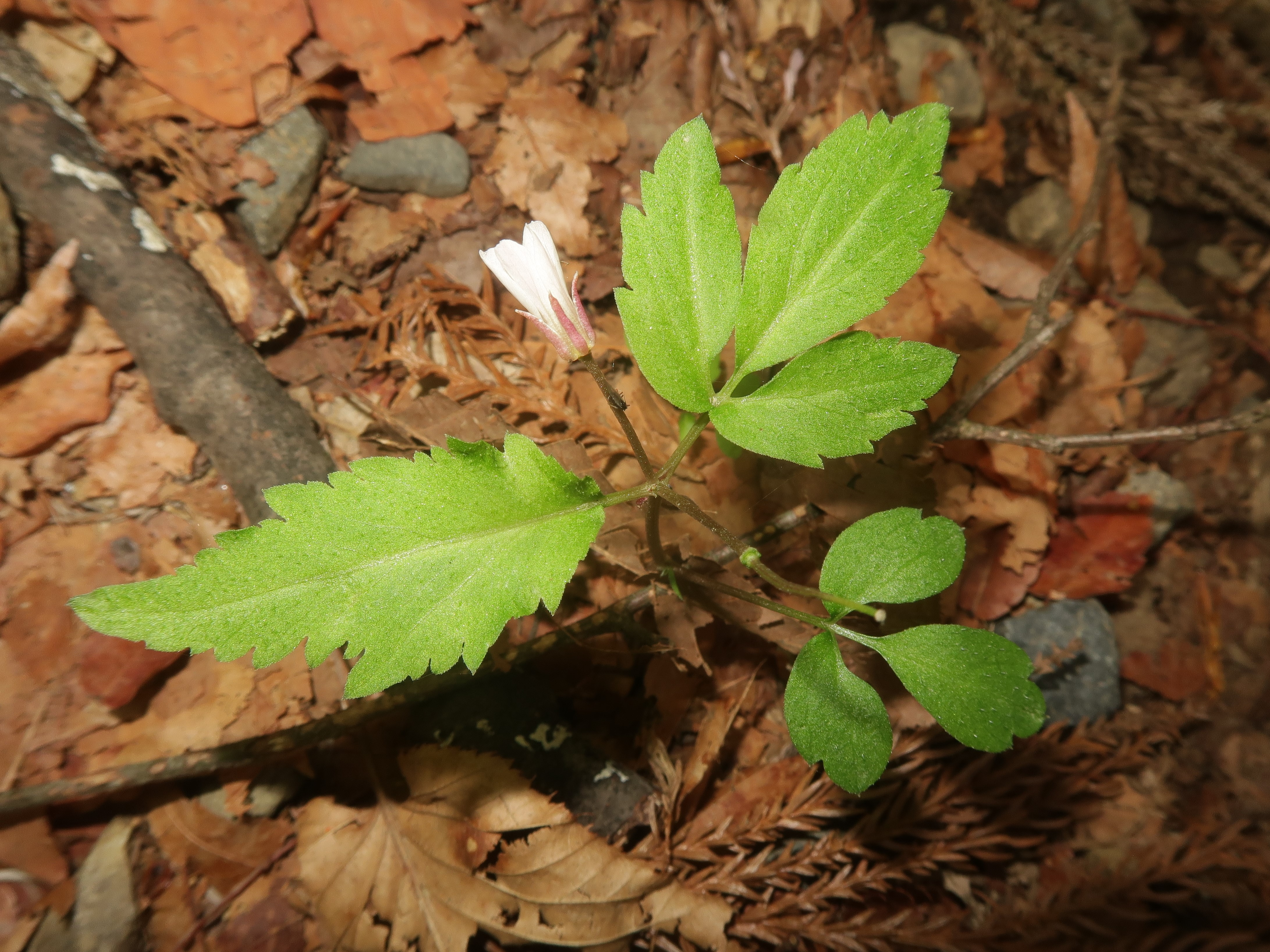
上部の葉はふつう3出羽状複葉になる（右側）。まれに茎上部の小葉は分裂せず単葉になることがある（左側）。
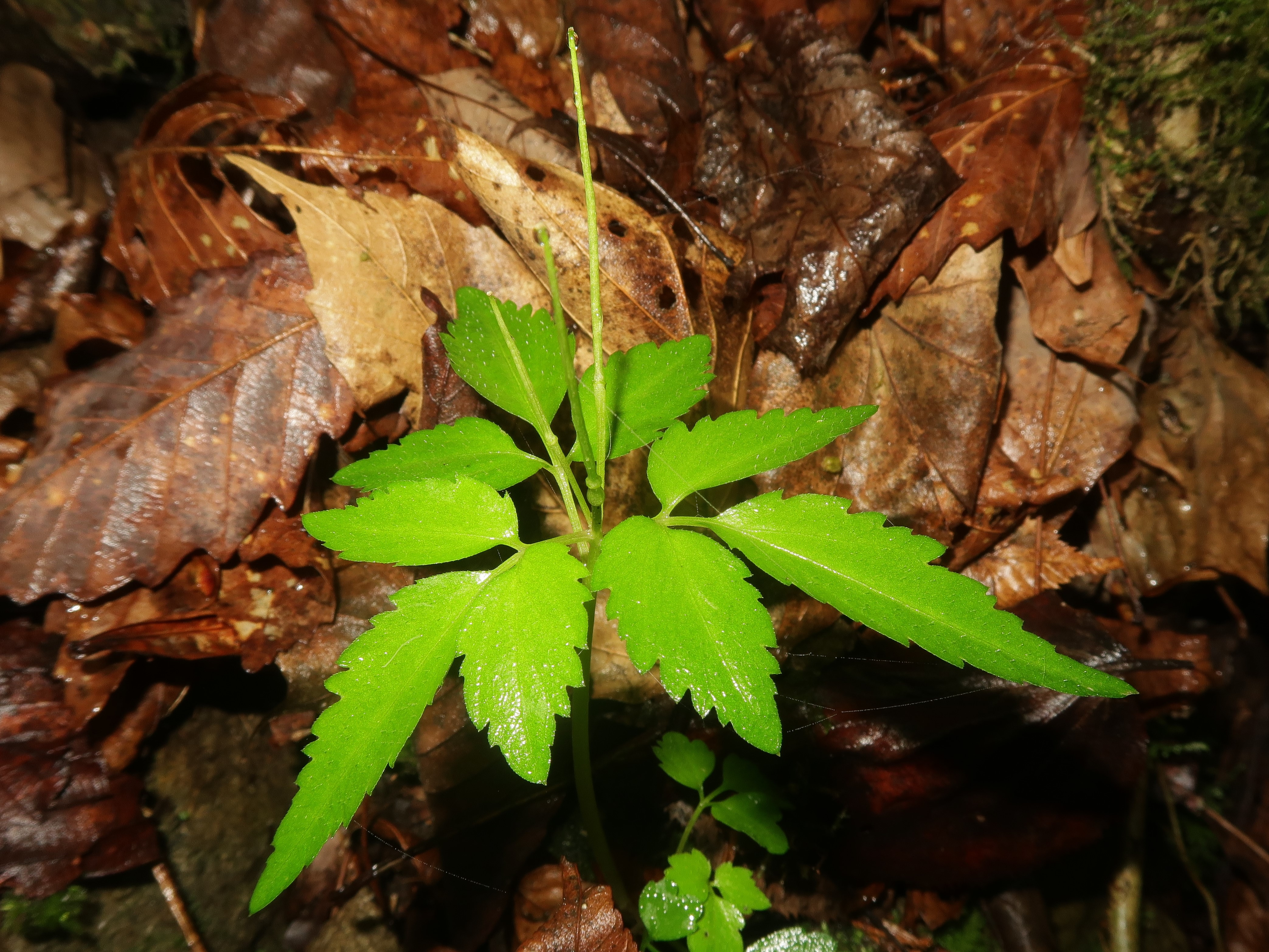
果実は長角果で線形になり、毛は無い。果柄は直立するかやや斜上してつく。